# Крикет федерација Србије
Крикет савез Србије, званично Крикет федерација Србије, је орган управљања крикета у Србији. Његово седиште је у Београду. Крикет савез Србије је представник Србије у Међународном савету за крикет и члан је тог тела од јуна 2015. године. Такође је члан Међународног крикет већа Европе.

## Историјат
У Београду су 2007. године основана два клуба Стари град и Миријево. Тада је крикет коначно нашао своје место у Србији. Од октобра 2007. године кључне личности били су Харис Дајч, Владимир Нинковић, Дарко Ивић, Ненад Дугић и Амбериш Саранг (бивши играч крикета Махараштре) и они су почели да организују тренинг крикета.
Језгро крикеташа у Србији чине сопствени домаћи играчи, за разлику од многих других источноевропских и јужноевропских крикет тимова. Поред домаћих играча, тимове чине исељеници као што су Индијци, Пакистанци, Британци и Новозеланђани.
Развој крикета у Србији отворио је пут за оснивање Крикет савеза Србије 2009. године и првог националног првенства у држави.
Поред тимова Стар Град и Миријево, у Србији су основани и клубови Мекензи, Врачац крикет клуб, Ваљевац, Кабларски Соко и Перун Дедиње.
Године 2009. у Србији почињу да се одржавају државна првенства у верзијама од 40 и 20 овера, као и Т20 и 6-а-сајд Куп Србије. Године 2010. репрезентација Србије у крикету дебитовала је на међународном такмичењима. До полуфинала репрезентација је стигла на ЕуроТ20 турниру у Будимпешти, 2011. године.
Чланица Спортског савеза Србије, Крикет федерација Србије постала је у јануару 2011. године, а крикет улази на буџет Министарства спорта Републике Србије. Од тада су у Србији покренута такмичења млађих категорија у крикету.